# Прислуга (роман)
Прислуга (англ. The Help) — роман Кетрін Стокетт 2009 року. Наріжним каменем сюжету стали історії життя темношкірих служниць, які у 1960-ті роки працювали на білих людей на півдні США, штат Міссісіпі.

## Підґрунтя
Стокетт почала писати роман «Прислуга» на наступний день після терористичного акту 11 вересня 2001 року, живучи в Нью-Йорку. Поштовхом для здійснення такого проекту стали спогади про її сімейну темношкіру служницю Деметрі. Письменниці так і не вдалося дізнатися від неї, як це — бути темношкірою прислугою у білої сім'ї в Міссісіпі. У післямові до роману Стокетт писала:
|  | Упродовж багатьох років я шкодую, що не була достатньо дорослою та розумною, щоб запитати про це Деметрі. Вона померла, коли мені було шістнадцять.Я провела багато років, уявляючи, якою була б її відповідь. І саме тому я й написала цю книгу. |

Для написання книги авторці знадобилося п'ять років. Письменниці відмовляли у публікації книги аж 60 разів, допоки їй не вдалось знайти літературного агента Сюзан Ремер. Загалом роман перекладено більш ніж сорока мовами світу, серед яких, зокрема, й українська. Станом на 2012 рік продано 10 млн примірників книги. За більше, протягом 100 тижнів роман перебував у «Списку бестселерів від Нью-Йорк Таймз».

## Сюжет
Події роману «Прислуга» відбуваються на початку 1960-х років у місті Джексон, Міссісіпі, США. Оповідь ведеться передусім від імені трьох жінок: Ейбілін Кларк, Мінні Джексон та Євгенії «Скітер» Фелан. Ейбілін — прислуга, яка доглядає за дітьми та прибирає. Її 24-річний син Трілор загинув внаслідок нещасного випадку, працюючи вантажником. У романі Ейбілін працює на сім'ю Ліфолт, де доглядає за дівчинкою Мей Моблі та прибирає у будинку. Мінні — найкраща подруга Ейбілін; вона часто говорить своїм роботодавцям усе, що про них думає, через що її звільняли уже 19 разів. Востаннє вона працювала на місіс Волтер, матір Гіллі Голбрук.
Скітер народилася у білій сім'ї, яка має бавовняну плантацію Лонґліф на південь від міста Джексон, де левова частка робочих становлять афроамериканці.
Закінчивши Міссісіпський університет, Скітер повернулася додому з надією щонайшвидше стати письменницею, але її матір вважає, що її науковий ступінь не вартий й ламаного гроша та переконана, що дочці слід просто вийти заміж. Скітер цікавиться, куди зникла служниця Константін, яка виховувала та піклувалася про неї впродовж усього її дитинства. Коли Скітер навчалася в університеті, Константін писала, що з нетерпінням чекає, коли та повернеться додому, де на неї чекає велика несподіванка. Мама Скітер запевняє дочку, що Константін звільнилася і переїхала до своїх родичів у Чикаго. Скітер, однак, відмовляється вірити в те, що Константін могла так просто її покинути. Вона починає ставити питання, але всі вдають, що нічого не трапилось і відмовляються дати чіткі відповіді.
Життя служниці, яке вела Константін у сім'ї Фелан, змушує Скітер задуматись про те, що до чорношкірих служниць існує зовсім інше ставлення, аніж до білих працівників. Вона вирішує написати книгу, яка б показала правду про те, як це — бути темношкірою прислугою в Міссісіпі. Скітер намагається знайти спільну мову з служницями та завоювати їхню довіру. Написання книги про афроамериканців, які розповідають про свій досвід роботи на Півдні США 1960-х, таїть у собі безліч небезпек.
Скітер вирішує дослухалась до поради редакторки Ейлін Стайн та починає вести колонку про домашнє господарство для місцевої газети. Вона, однак, нічогісінько не тямить у прибиранні та домашньому господарстві, але розуміє, що ця робота — перший крок на шляху до кар'єри письменниці чи редакторки. Зрештою, Скітер вдається подружитися і завоювати довіру Ейбілін, яка й допомагає їй вести колонку. Скітер також починає писати книгу про життя темношкірих служниць на Півдні США у 1960-х, беручи інтерв'ю в темношкірої прислуги. Зрештою, у світ виходить книга під назвою «Прислуга», а останні розділи роману описують наслідки виходу книги в Джексоні.

## Екранізація
10 серпня 2011 року світ побачила однойменна екранізація роману. Режисером та сценаристом стрічки став друг дитинства Стокетт — Тейт Тейлор.

## Судовий позов
Служниця Ебілен Купер, яка колись працювала на брата Стокетт, подала на письменницю до суду. Вона стверджувала, що Кетрін використала у книзі її образ, проте суддя округу Гіндс не задовольнив позов через строк давності. Письменниця, зі свого боку, заперечує будь-яке використання образу служниці та стверджує, що вона була ледь знайома з позивачкою.

## Переклад українською
- Кетрін Стокетт. Прислуга. — Х. : КСД, 2016. — 496 с. — ISBN 978-617-12-3381-2.